# Moschea Blu
La Sultan Ahmet Camii (pronuncia [ˈʤaːmi.i]), meglio conosciuta come Moschea Blu, è una delle più importanti moschee di Istanbul, costruita dall'architetto ottomano di origine albanese Sedefkar Mehmed Agha. Essa si trova nel distretto di Fatih (che coincide con la città murata), nel mahalle (quartiere) di Sultanahmet, che prende il nome dalla moschea stessa.

## Storia

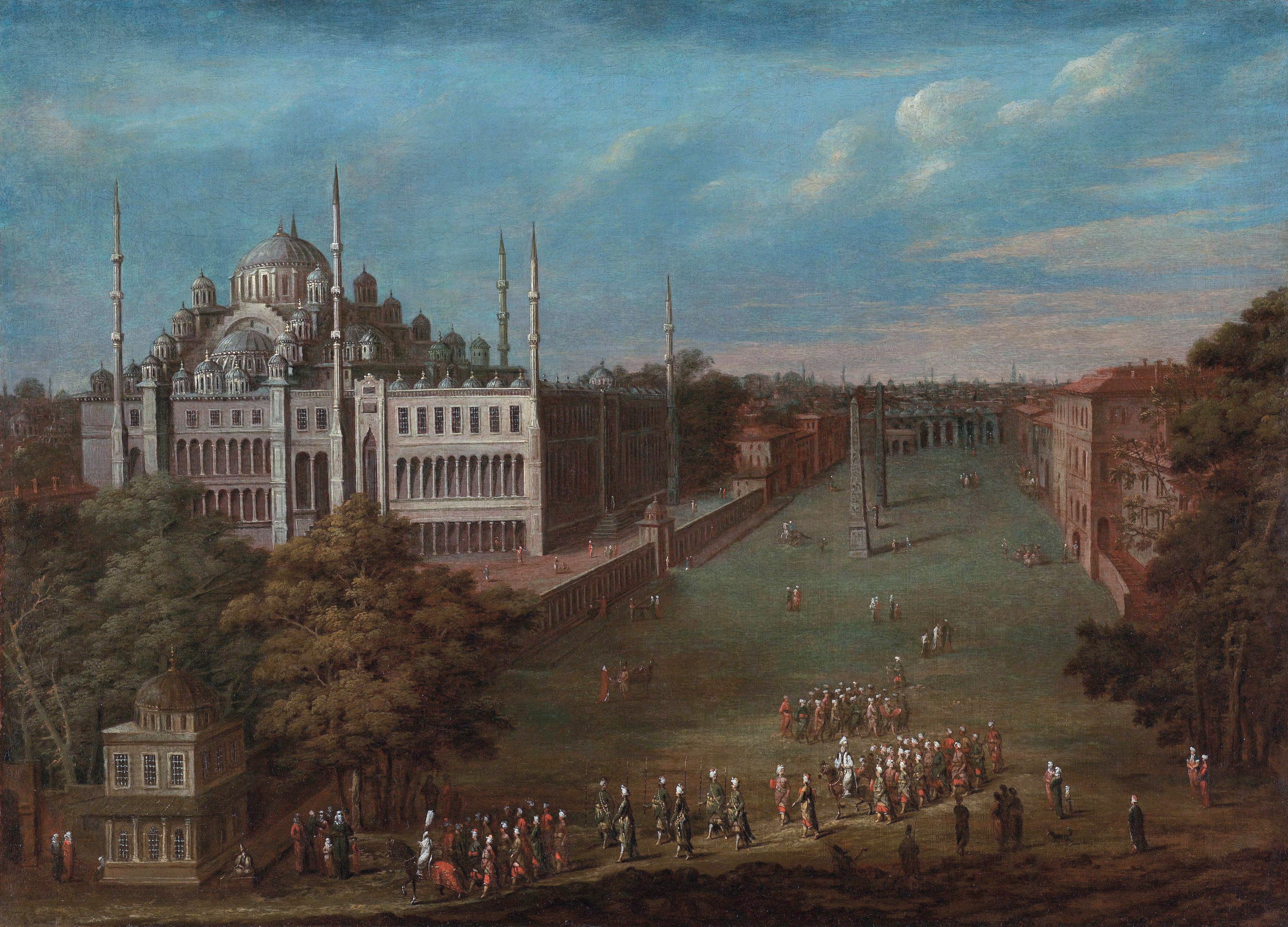
L'antico ippodromo di Costantinopoli e la Moschea Blu. Dipinto di Jean-Baptiste van Mour, prima metà del XVIII secolo.

Dopo la pace di Zsitvatorok e gli sfortunati risultati della guerra con la Persia, il sultano Ahmed I decise di costruire una grande moschea a Istanbul per riaffermare il potere ottomano. Questa fu la prima moschea imperiale costruita ad Istanbul dopo la moschea di Solimano, eretta quarant'anni prima. Mentre i suoi predecessori innalzarono moschee con il proprio patrimonio personale, Ahmed I utilizzò denaro pubblico, dal momento che non aveva ottenuto consistenti vittorie militari, provocando il dissenso degli ulamāʾ.
La moschea fu edificata su parte del sito del Gran Palazzo di Costantinopoli, di fronte ad Hagia Sophia (a quel tempo la più venerata moschea di Istanbul) e all'ippodromo, un altro sito di grande valenza simbolica. La costruzione della moschea iniziò nel 1609: lo stesso sultano diede avvio ai lavori. Era, infatti, sua intenzione che questa moschea divenisse il luogo di culto più importante dell'Impero. Scelse per sovraintendere ai lavori il suo architetto Sedefkar Mehmed Agha, prima allievo e poi assistente di Sinān.
L'organizzazione della costruzione fu meticolosamente descritta in otto volumi ora conservati nella biblioteca del Palazzo di Topkapı. La cerimonia di apertura avvenne nel 1617 (benché il cancello della moschea ricordi l'anno precedente) e il sultano poté pregare nel proprio spazio (hünkâr mahfil). I lavori di completamento si conclusero sotto il successore di Ahmed Mustafa I. L'immagine della moschea venne stampata sulle banconote da 500 lire in corso negli anni 1953-1976

## Architettura

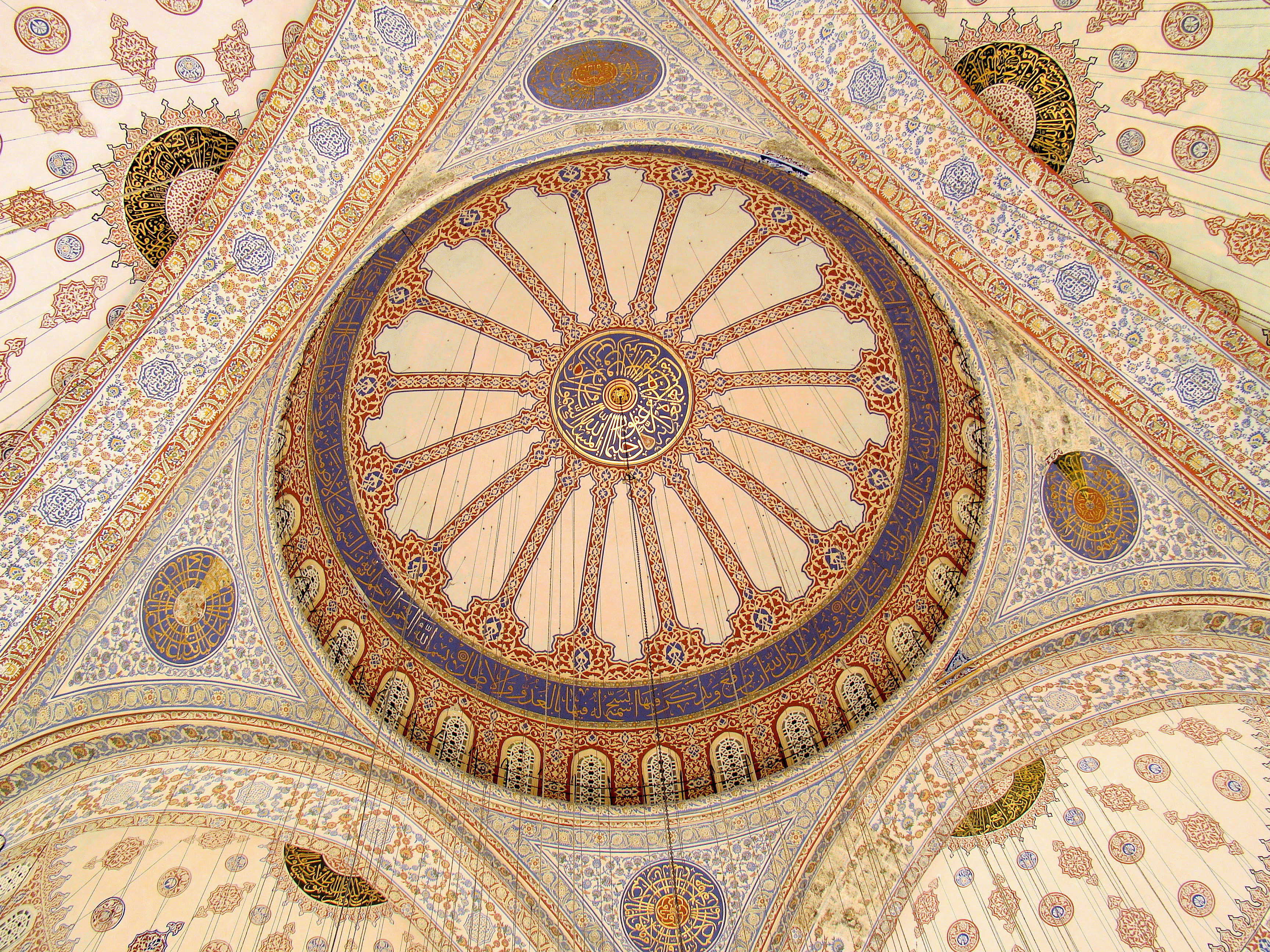
Particolare della cupola

Universalmente è conosciuta come la Moschea Blu. Il suo nome deriva dalle 21 043 piastrelle di ceramica turchese inserite nelle pareti e nella cupola.
È infatti il turchese il colore dominante nel tempio. Pareti, colonne e archi sono ricoperti dalle maioliche di İznik (l'antica Nicea), decorato in toni che vanno dal blu al verde. Rischiarate dalla luce che filtra da 260 finestrelle, conferiscono alla grande sala della preghiera un'atmosfera suggestiva quanto surreale.

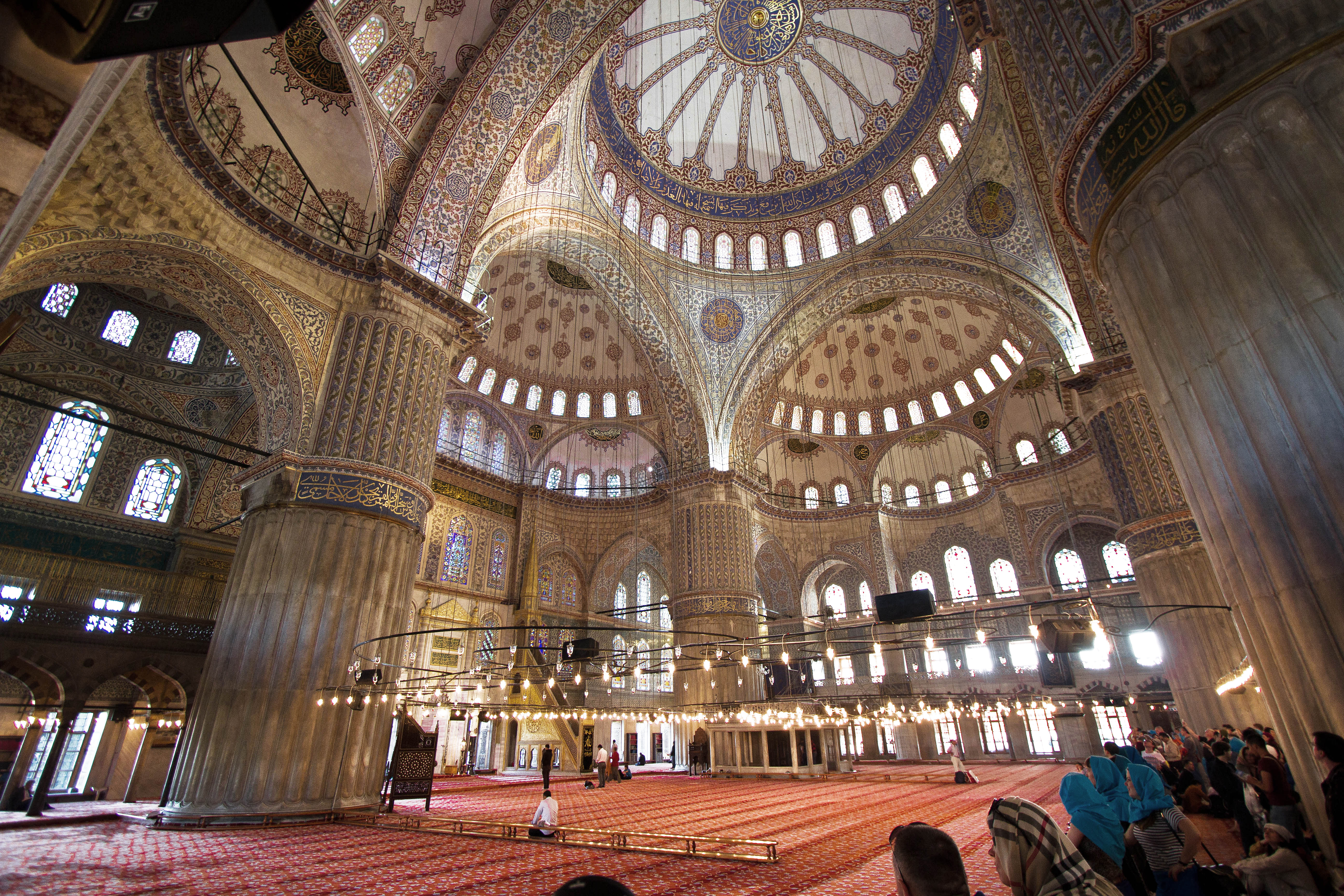
Veduta interna, con l'area di preghiera e la cupola principale

La Moschea Blu, che risale al XVII secolo, è anche l'unica a poter vantare ben sei minareti, superata in questo solo dalla moschea della Kaʿba, a La Mecca, che ne ha sette. 
Tale particolarità architettonica è dovuta, secondo una storia popolare, ad un fraintendimento: l'espressione delle manie di grandezza del sultano Ahmed I, non potendo eguagliare la magnificenza della moschea di Solimano né quella di Hagia Sophia, non trovò soluzione migliore per cercare di distinguerla che i minareti in oro; L'architetto fraintese però le parole del sultano, capendo "altı" (in turco "sei") anziché "altın" (oro).  Il sultano aveva una loggia privata a piano superiore, che poteva essere raggiunta direttamente a cavallo.

## Galleria d'immagini

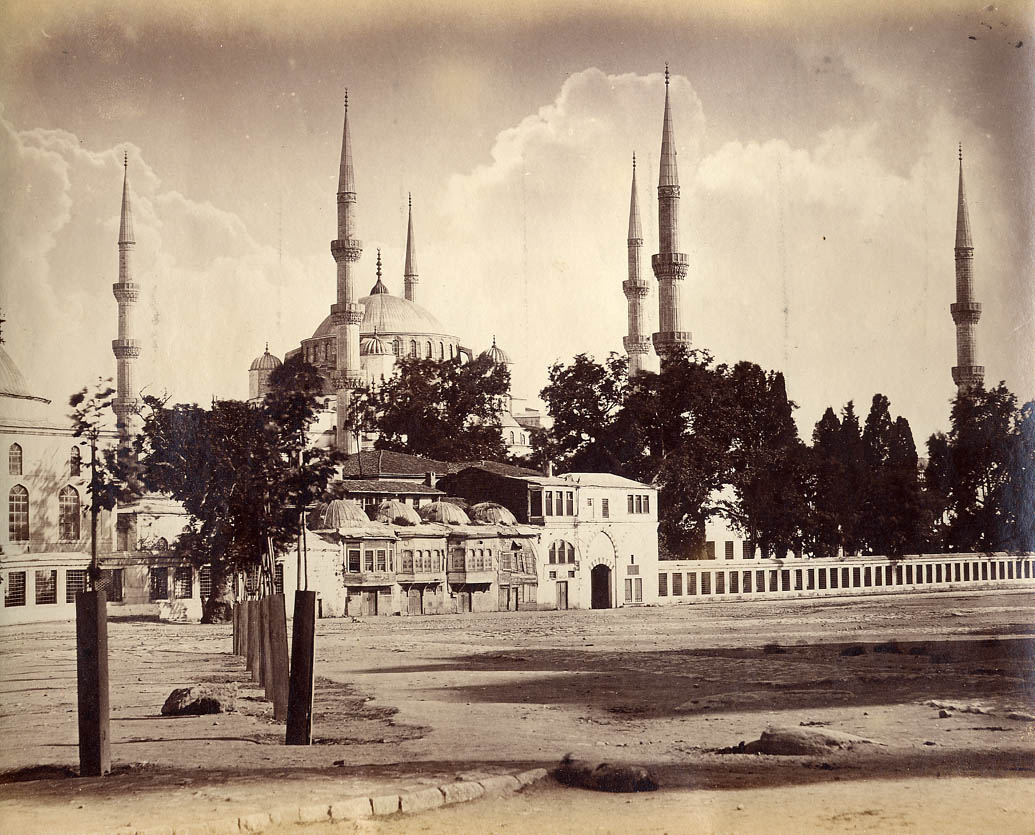
Immagine fotografica della Moschea Blu prima del 1895
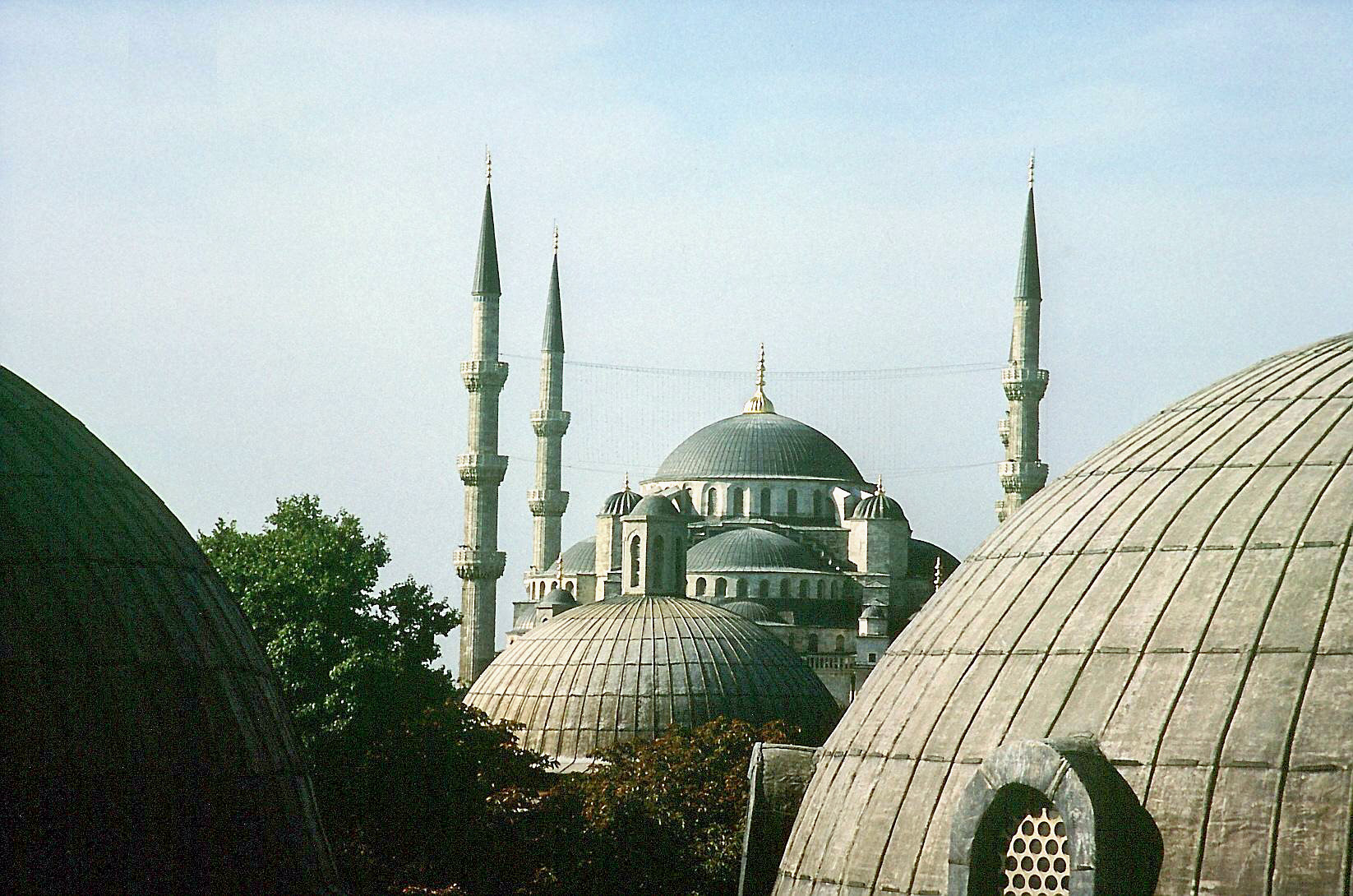
La moschea vista da Santa Sofia
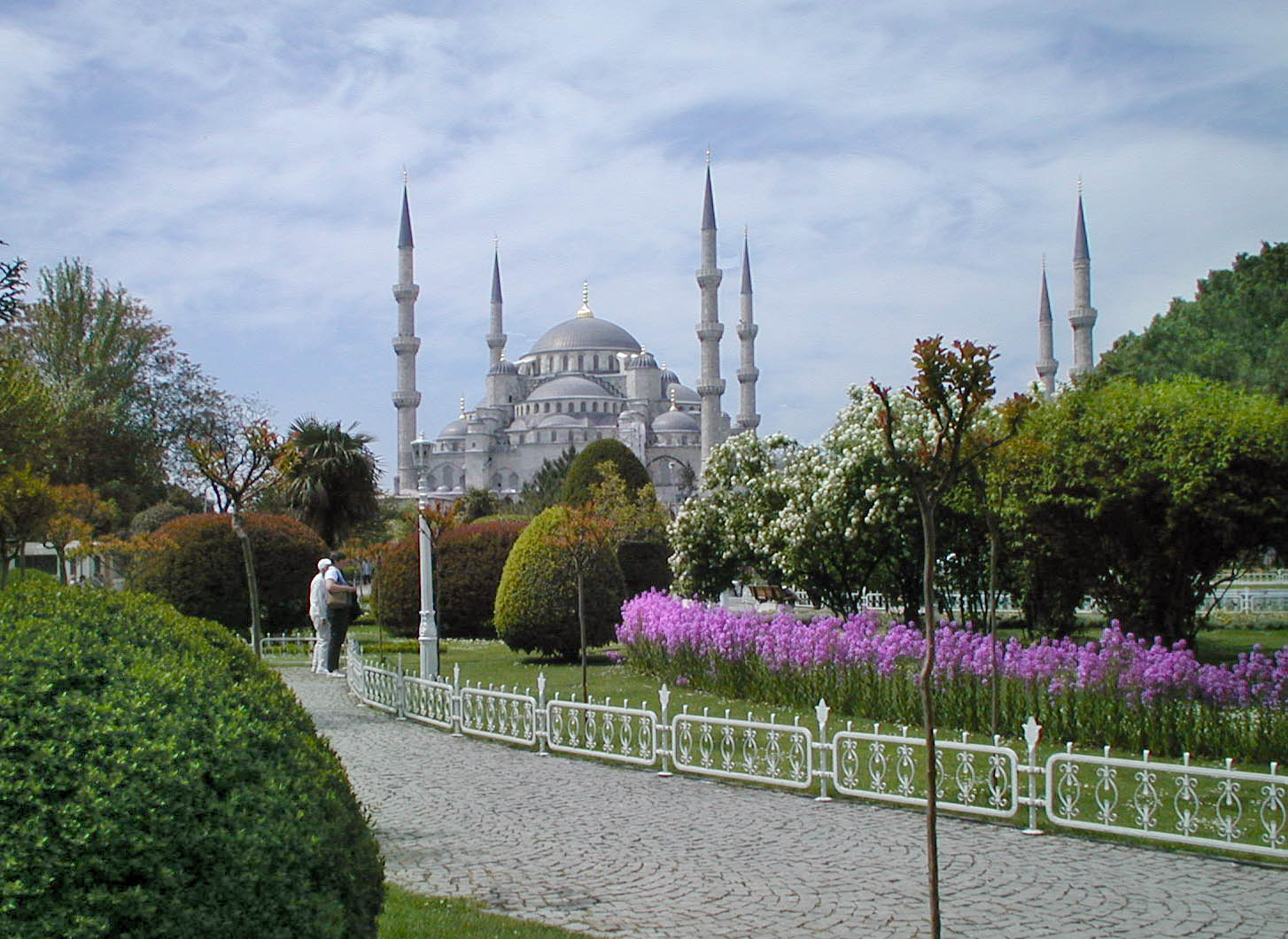
La moschea vista dalla piazza Sultanahmet, nei pressi di Santa Sofia
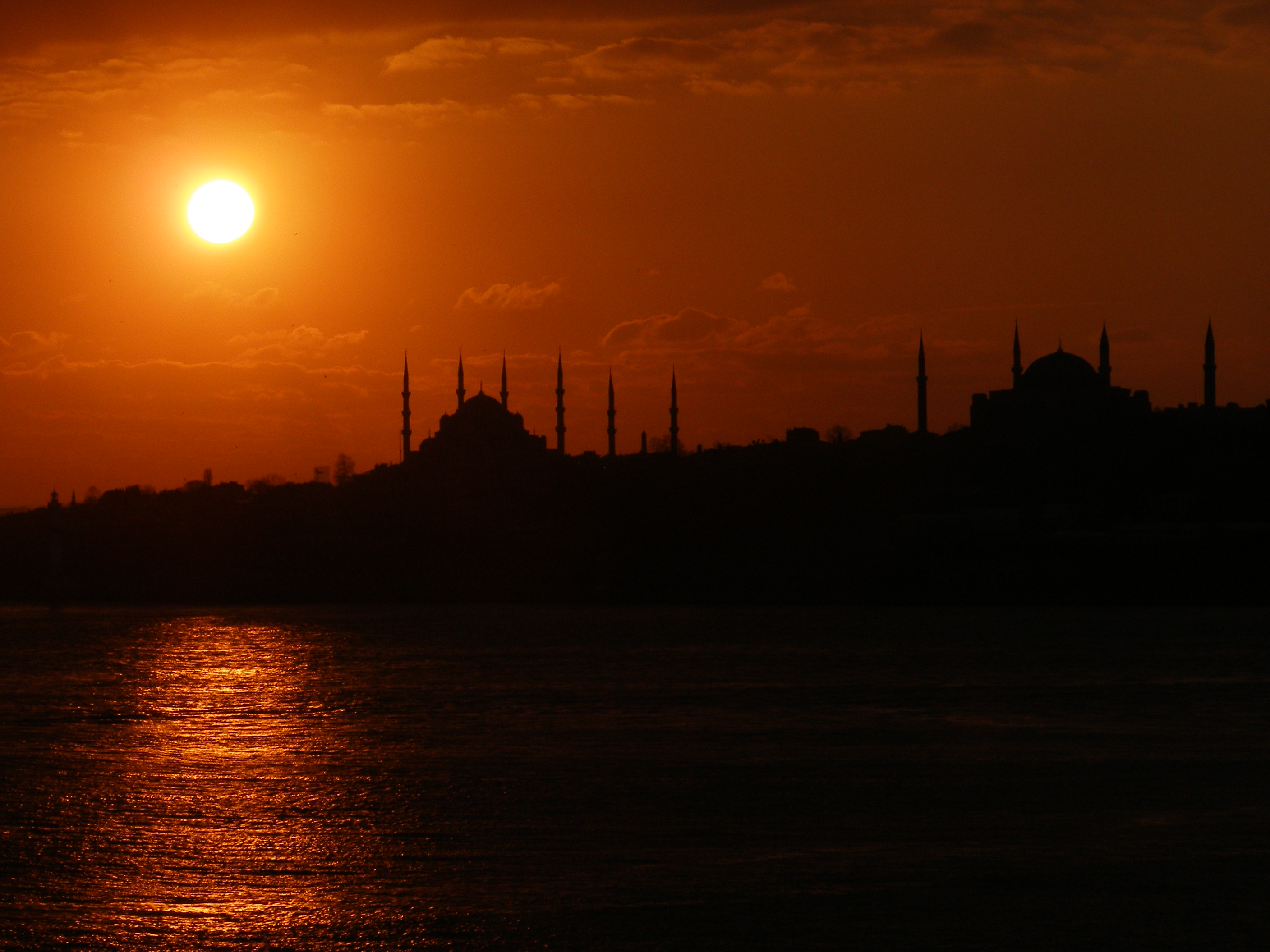
Tramonto sul Bosforo: a sinistra la Moschea Blu, a destra Santa Sofia
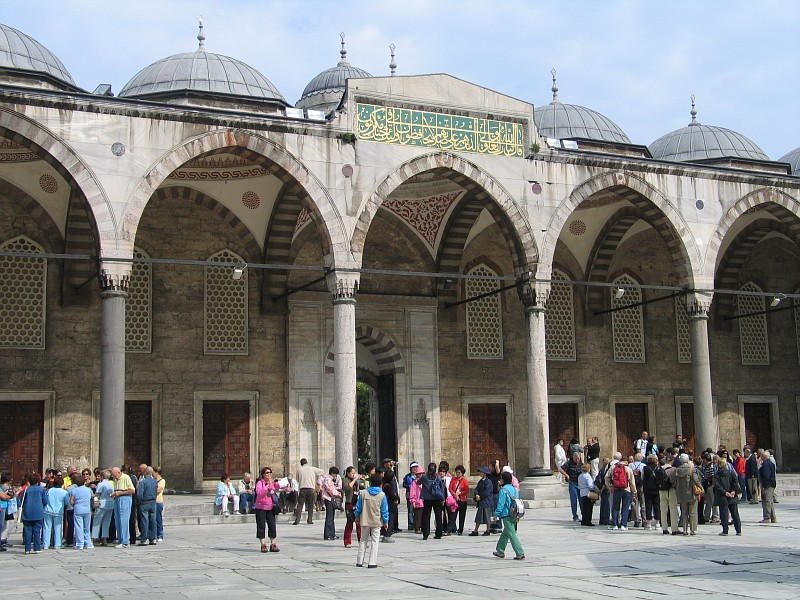
Il cortile porticato con uno degli ingressi
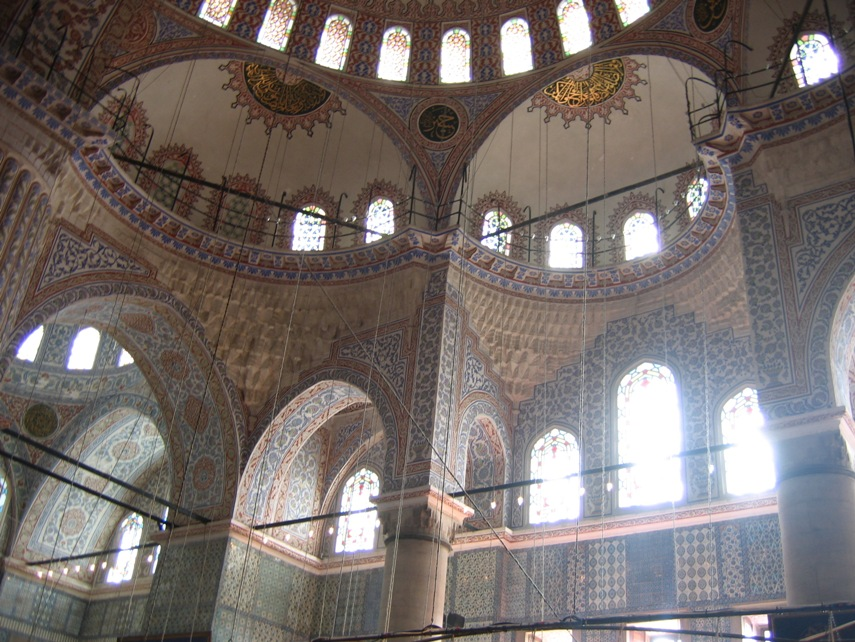
L'interno
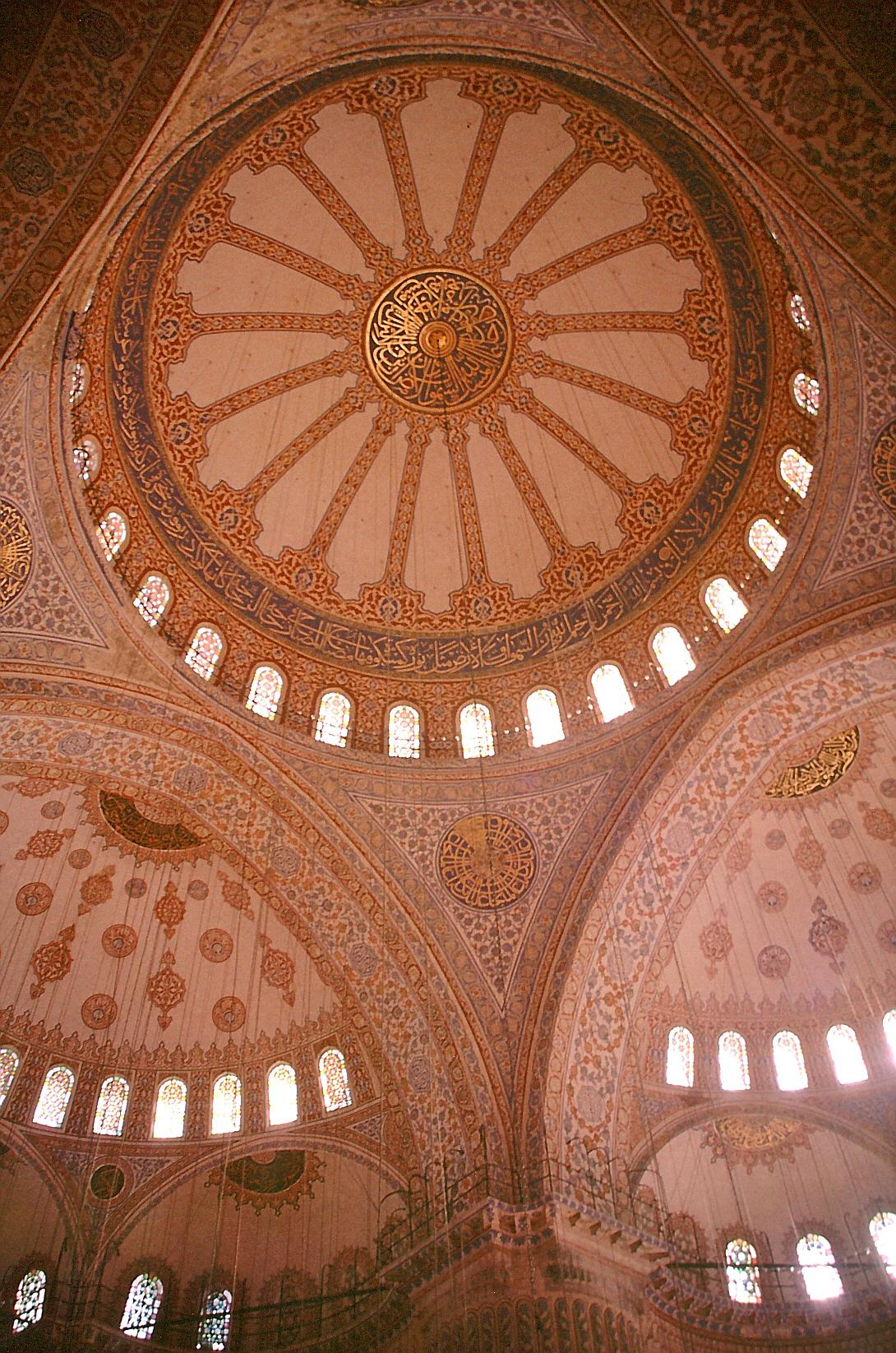
Particolare della cupola principale.
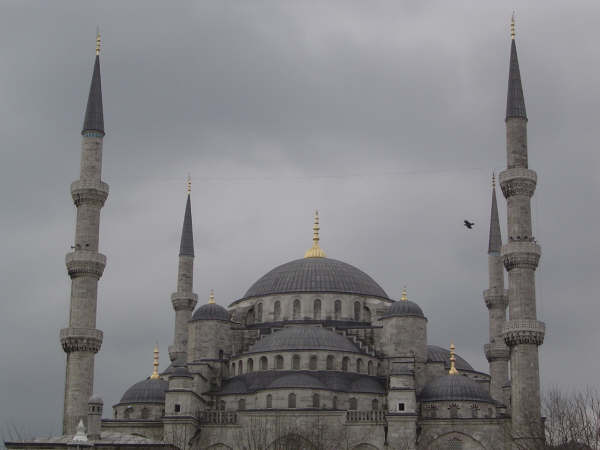
La Moschea Blu
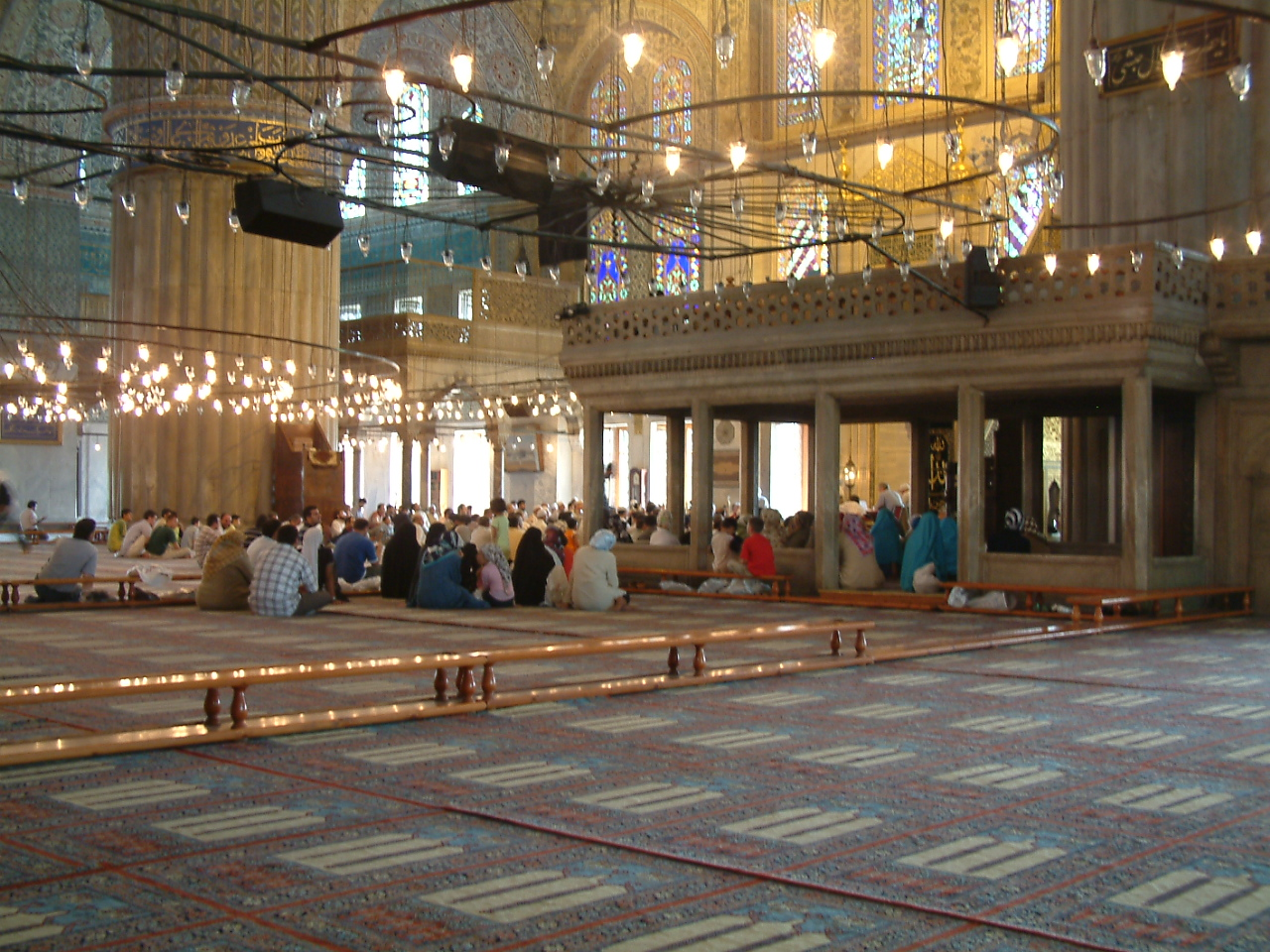
Fedeli in preghiera
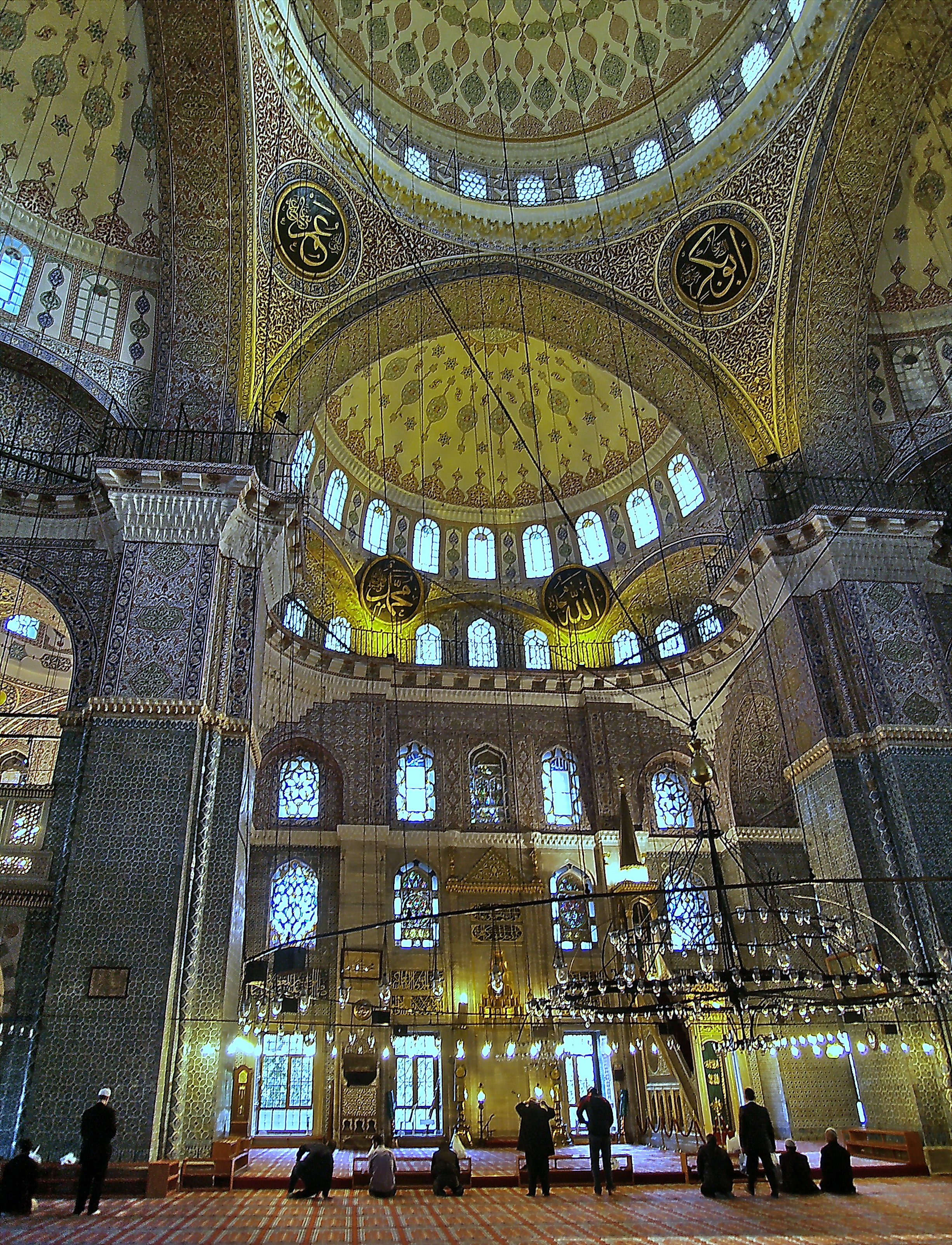
Sultan Ahmet Camii interno
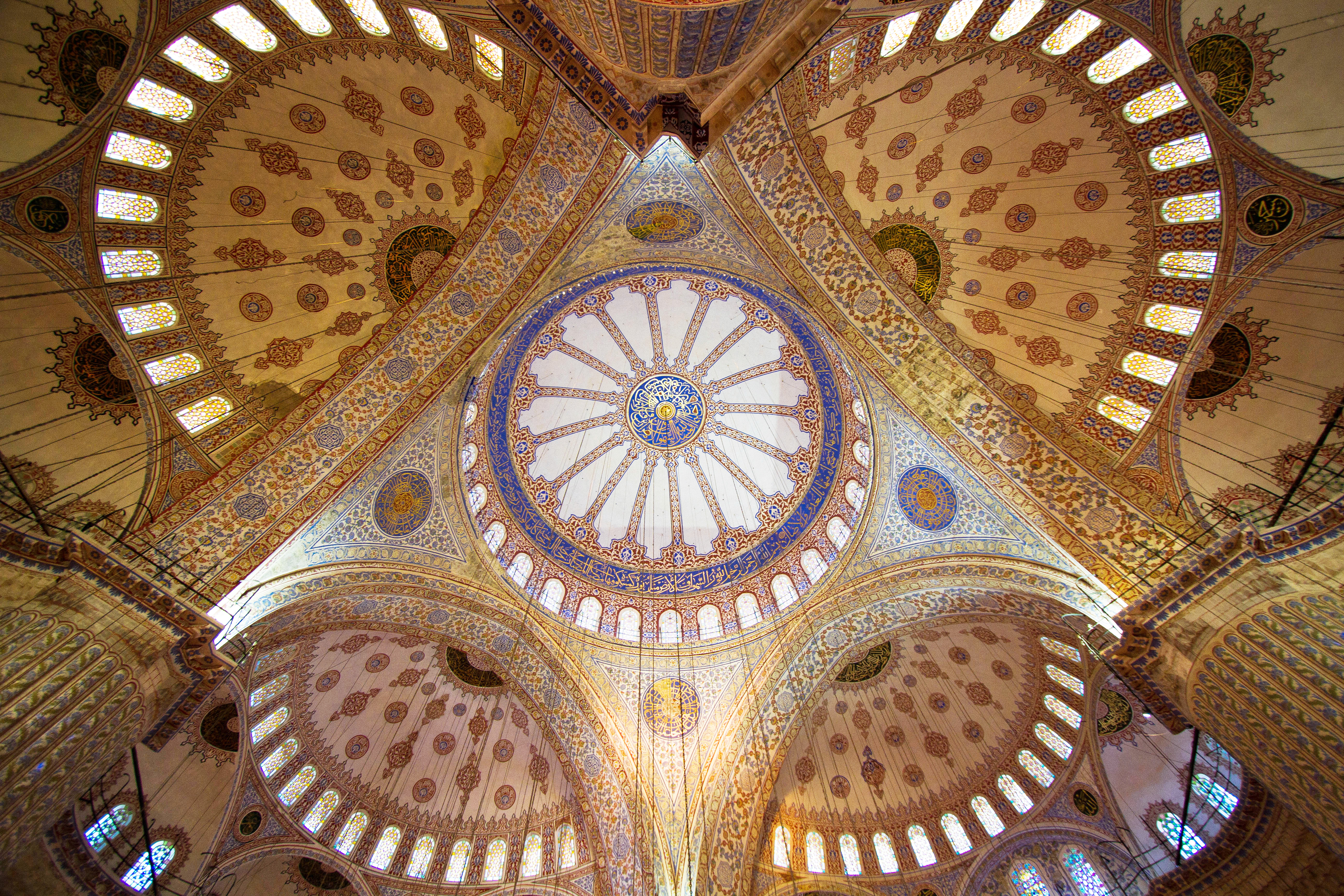
Veduta verso la cupola principale
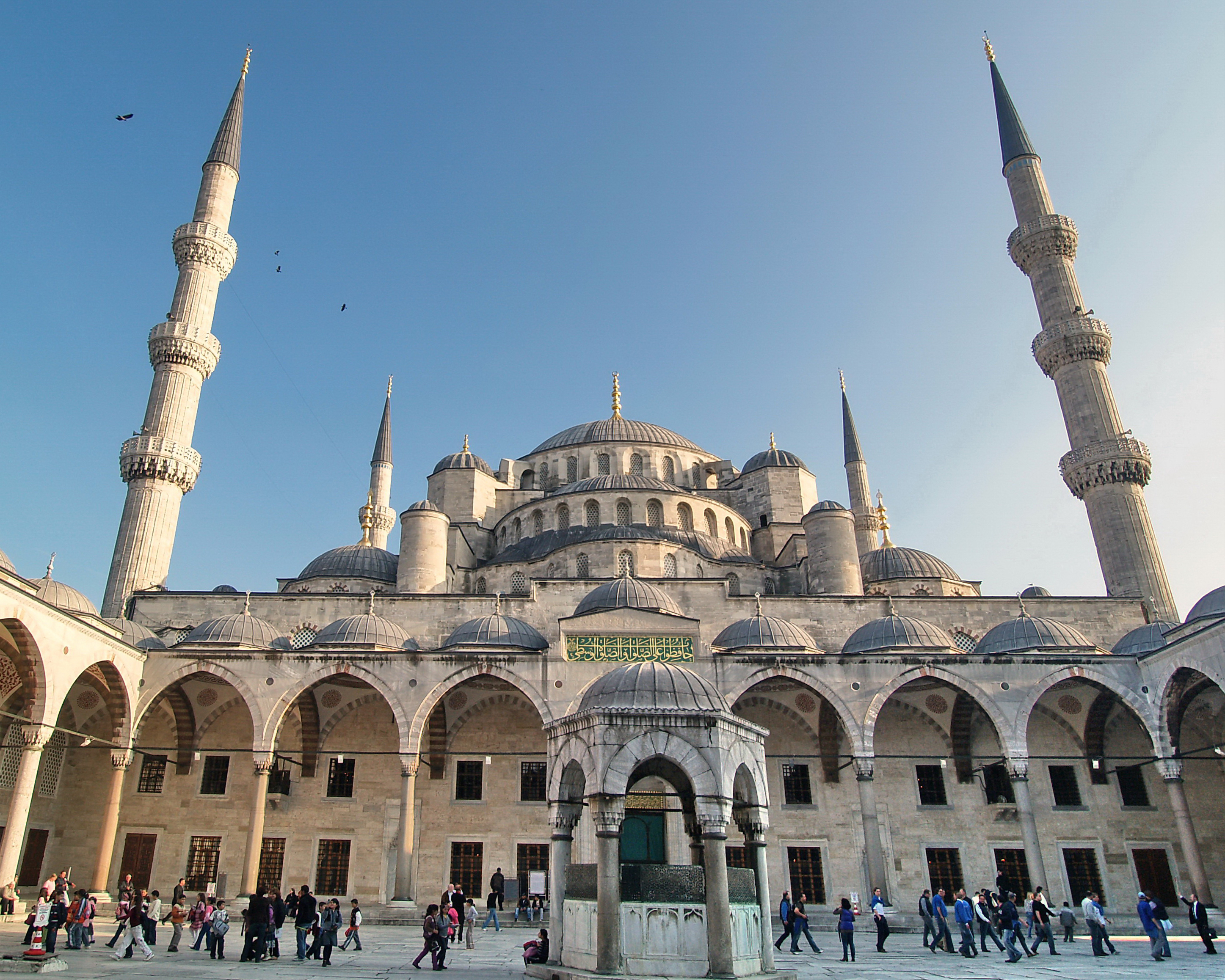
Sultan Ahmet Camii, Facciata
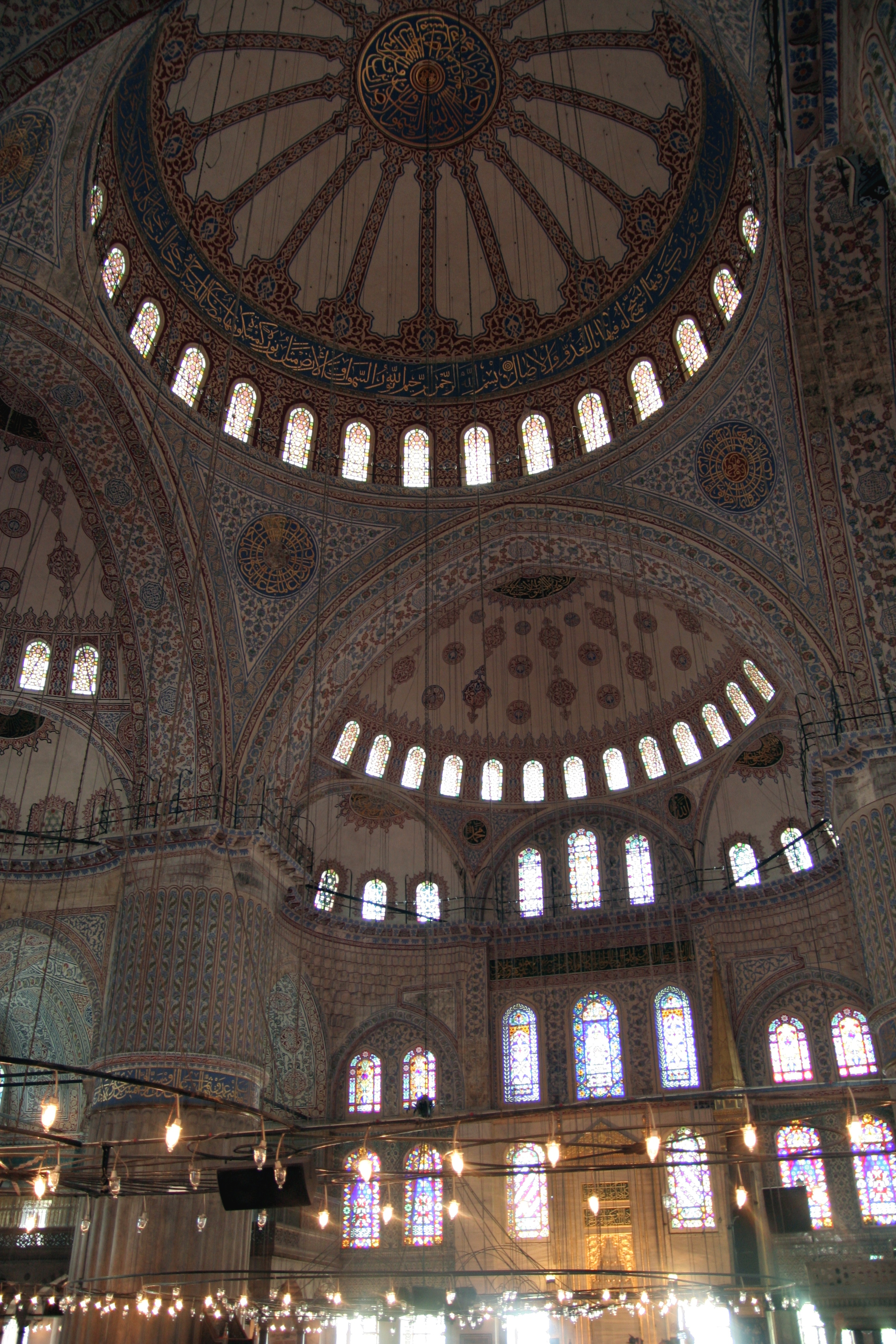
Sultan Ahmet Camii, interno
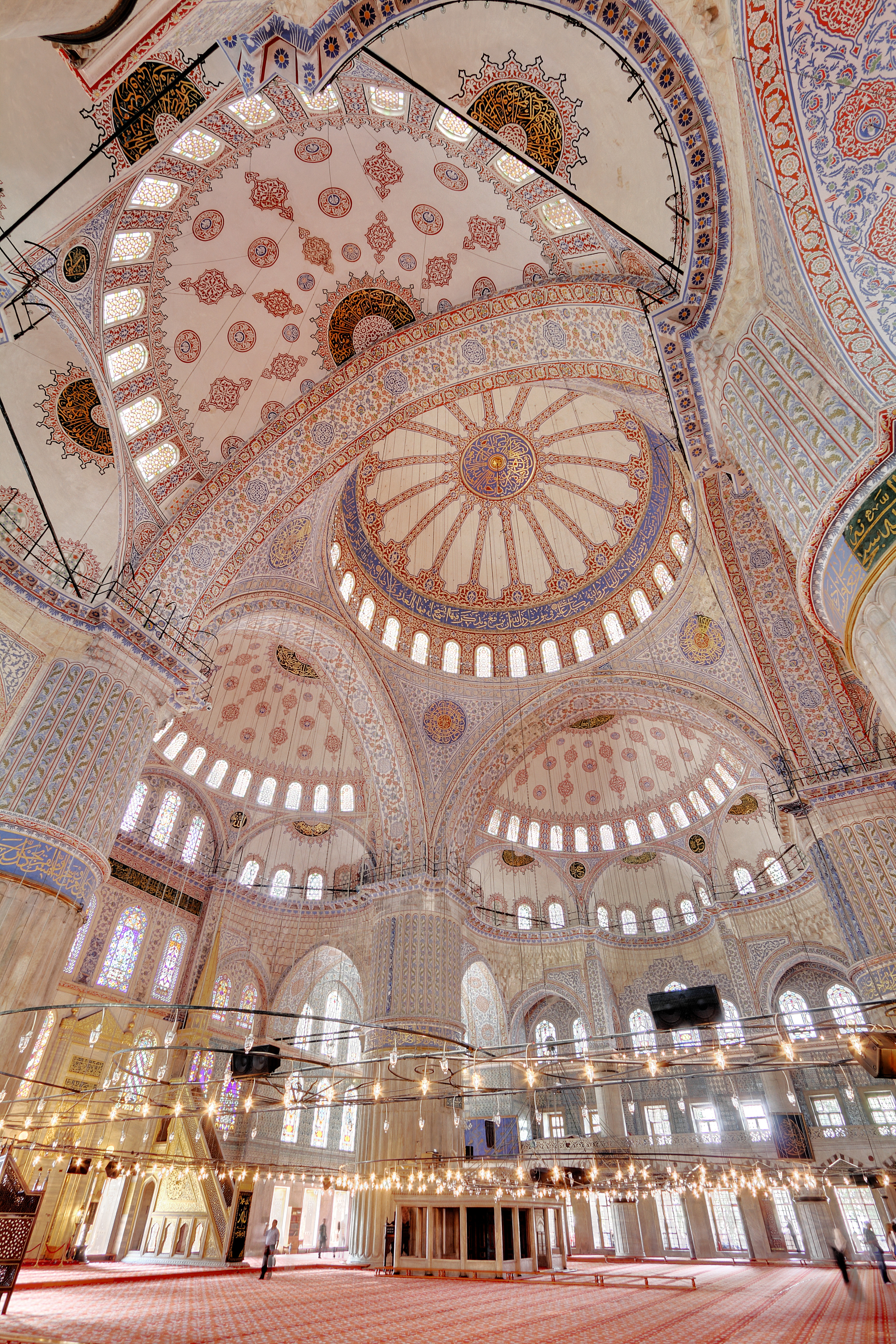
L'interno della moschea